# Système canadien d'information géographique
Pour les articles homonymes, voir CGIS.
Le Système d’Information Géographique du Canada (Canada Geographic Information System ou CGIS en anglais) est une base de données d'informations géographiques du Canada.
Le système a été développé durant les années 1950 et 1960 dans le but d’aider à gérer l’utilisation du territoire et contrôler les ressources du pays. En effet, à cette époque, le Canada commençait à éprouver des problèmes liés à l’immensité de son territoire et à la disponibilité de ses ressources. Le gouvernement a donc décidé de mettre sur pied un programme national visant à faciliter la gestion de son territoire et permettre d’effectuer l'inventaire de ses ressources. Les processus automatisés qu’ils ont ainsi conçus pour stocker et traiter un grand nombre de données ont permis au Canada de commencer un projet national de gestion des terres et de devenir un des pionniers dans le domaine des systèmes d’information géographique (SIG). 
CGIS a été conçu pour emmagasiner des quantités importantes de données recueillies sur le terrain, de façon à pouvoir les analyser et les manipuler de façon rapide et précise. Comme le Canada possédait de très grands ensembles de données, il était nécessaire de pouvoir se concentrer sur certaines régions ou provinces afin de plus effectivement contrôler l'utilisation du territoire. CGIS a permis à ses utilisateurs de rassembler effectivement des données nationales et, au besoin, de les diviser en ensembles de données plus petits. 

## Développement
En 1960, Roger Tomlinson travaillait pour une compagnie effectuant des levées aériennes à Ottawa, Spartan Air Services. La compagnie se concentrait sur la production de cartes photogrammétriques et géophysiques à grande échelle. Au début des années 1960, Tomlinson et Spartan ont été invités à produire une carte pour l'analyse de localisation d'emplacements pour une nation de l’est de l’Afrique. Tomlinson a immédiatement réalisé que les nouvelles technologies automatisées pourraient être applicables et même nécessaires pour accomplir une tâche aussi détaillée de façon plus juste et efficace que l’homme. Par la suite, Spartan et IBM se sont rencontrés à Ottawa pour développer une relation permettant d’établir un lien entre les données géographiques et les services informatiques. Tomlinson a ainsi mis à contribution son savoir géographique alors que IBM a contribué au projet par ses connaissances en programmation par ordinateur et gestion de données. 
Le gouvernement canadien et Tomlinson ont commencé à travailler au développement d'un programme national à la suite d'une réunion en 1962 entre Tomlinson et Lee Pratt, directeur du Canada Land Inventory (CLI). Pratt a été chargé de la création de cartes couvrant les zones du territoire canadien propices au développement, en présentant divers indicateurs d’occupation des terres comme l’agriculture, la sylviculture, la faune et les loisirs. Le développement de telles cartes représentait une tâche formidable, mais Pratt compris que les technologies informatiques pouvaient aider aux processus analytiques de façon très efficace. Tomlinson fut le premier à produire une étude de faisabilité technique visant à déterminer si de tels programmes seraient une solution viable pour effectuer des inventaires et gérer l'utilisation du territoire. On lui donne aussi le crédit d’être à l’origine du terme système d’information géographique et il est reconnu comme étant le «père des SIG». 